# Батискаф
Батискафът е хидростатичен подводен апарат. Състои се от обитаем модул и резервоар, запълнен с по-лека от водата течност — например бензин. Обитаемият модул има здрава обшивка, издържаща налягането на големи дълбочини и в него се разполагат екипажът и изследователската апаратура. Резервоарът с лека течност осигурява подемна сила, подобно на дирижабъл. В него могат да се поместват баластни цистерни, акумулатори и маневрени двигатели. Апаратът се потапя с помощта на баласт и изплава след освобождаване от него.
За първи път батискафът „Триест“ се потапя през 1953 г. Той е първият батискаф с екипаж на борда.
Най-известният батискаф е „Триест“. През Януари 1960 г. изследователите Жак Пикар и лейтенант Дон Уолш достигат с него дъното на Марианската падина в Тихия океан на дълбочина 10 917 метра.
Океанското дъно се намира на хиляди метри под водната повърхност, като океанските падини достигат до 11 километра дълбочина. Максималната дълбочина, на която може да се потопи един лек водолаз, е 50 метра. За изследването на недрата на големи водни басейни могат да се използват само батискафи. Батискафът се превозва и управлява от „кораб майка“.
През 1986 година американският батискаф „Алвин“ и френският кораб „Наутил“ изследват мястото на потъването на кораба „Титаник“. За проникването в твърде тесни или опасни за самия „Алвин“ помещения на Титаник, екипът използва специално конструирания подводен робот „Джейсън Джуниър“. За океанографски изследвания се използват батискафи с по-големи размери. През 1968 година във водите на залива на Флорида е спуснат батискафът „Хидтолаб“. В течение на 18 години в него учени наблюдават и изучават поведението на обитателите на кораловата бариера.